# SN 2004dl
SN 2004dl – supernowa typu Ia odkryta 14 lipca 2004 roku w galaktyce A141111-1202. W momencie odkrycia miała maksymalną jasność 21,20m.